# Unité
Unité ist der Schweizer Dachverband von 25 Organisationen der personellen Entwicklungszusammenarbeit, der sogenannten Entsendeorganisationen.
Seit etwa 50 Jahren setzt der Verein für die Verbesserung der Qualität der Facheinsätze im Freiwilligenstatus durch Standardsetzung, Evaluationen, Studien sowie Unterstützung und Weiterbildung ein. In Partnerschaft mit der Direktion für Entwicklung und Zusammenarbeit (DEZA) engagiert sich der Verband für eine wirksame, nachhaltige und gerechte Zusammenarbeit mit den Südpartnern.
Die Vollmitglieder erhalten für ihre Programme der Personellen Entwicklungszusammenarbeit Bundesbeiträge von der Direktion für Entwicklung und Zusammenarbeit (DEZA). Die  Qualität ihrer Programme wird mittels Institutionsanalysen begutachtet. Die assoziierten  Mitglieder erhalten keine Bundesbeiträge, können aber am Weiterbildungsangebot des Verbandes teilhaben und sich an seinen Vorhaben im Bereich Qualitätsmanagement beteiligen.
Im Süden arbeiten die Unité-Mitgliedsorganisationen mit lokalen Partnerorganisationen zusammen. In der Schweiz bieten sie Ausbildung für Menschen an, die sich in der Entwicklungszusammenarbeit engagieren möchten und setzen sich für die Sensibilisierung der Öffentlichkeit in Nord-Süd-Fragen ein.
Als Dachverband vertritt der Verein einerseits die Interessen seiner Mitgliedorganisationen und der Personellen Entwicklungszusammenarbeit im Allgemeinen. Andererseits arbeitet Unité am Aufbau eines Kompetenzzentrums für Personelle Entwicklungszusammenarbeit. Dazu werden kontinuierlich Standards für diese Form von Entwicklungszusammenarbeit entwickelt; die Qualität und Wirkung der Arbeit ihrer Mitglieder wird mittels von externen Experten durchgeführten Analysen begutachtet. Unité organisiert zudem Weiterbildungsanlässe für die Mitarbeitenden der Verbandsmitglieder in der Schweiz wie auch für deren Koordinationspersonal im Süden. Schliesslich führen Unité und ihre Mitglieder Studien zu Relevanz, Mehrwert und Wirkung der Personellen Entwicklungszusammenarbeit aus.

## Mitglieder
- ADRA-Suisse
- Aiuto Medico al Centro America
- Comundo
- Centre Écologique Albert Schweitzer
- Connexio
- DM-échange et mission
- E-CHANGER
- EIRENE - Suisse
- Europäische Baptistische Mission
- Evangelische Mission im Tschad
- Heilsarmee Schweiz
- INTER-AGIRE
- Interteam
- Médecins du Monde-Suisse
- Medicuba
- Mission 21 - Evangelisches Missionswerk Basel
- Mission am Nil International
- Mission Biblique
- Schweizer Allianz Mission
- Schweizerische Mennonitische Mission
- Service de Mission et d'Entraide
- Swisscontact